# Danielle Arbid
Danielle Arbid es una directora de cine y ocasional actriz libanesa, reconocida especialmente por dirigir la laureada película de 2015 Peur de rien.

## Carrera

### Inicios
Arbid abandonó el Líbano en plena guerra civil en 1987, a la edad de 17 años, para estudiar literatura en una facultad de letras en París, Francia. También estudió periodismo mientras trabajaba como periodista independiente durante cinco años, incluso escribiendo artículos para el diario Libération.

### Carrera en el cine
En 1997 dirigió su primer cortometraje, Raddem, y su primer documental, Seule ave la guerre (1999). Como nunca estudió cine, Arbid ha afirmado que su inspiración proviene del "arte, la fotografía, la gente en la calle y, por supuesto, el cine". Su película de 2007 A Lost Man contiene gran cantidad de escenas sexualmente explícitas, algo poco común en las producciones cinematográficas del cine de idioma árabe. Su tercer largometraje de ficción, Peur de rien, tuvo su estreno en Francia el 10 de febrero de 2016. La película tuvo excelentes críticas de parte de la prensa francesa. Peur de rien tuvo su estreno mundial en el Festival de Cine de Toronto.
En esta entrevista brindada durante el festival de Popoli en 2016, la directora afirmó: "Quiero estar tan cerca de mis personajes de ficción como de mis documentales. Quiero vivir vidas paralelas, no solo contar historias, sino sentirlas. Mis largometrajes, tal como los percibo, son como documentales de mis personajes. Utilizo muchos primeros planos y largos enfoques para penetrar en el universo que creo, olvidando la realidad de las tomas lo más posible. Con frecuencia he filmado escenas de sexo. Creo que es una prerrogativa de mi parte, como mujer y como persona de origen árabe. Con la representación de los cuerpos y la gracia que emana de ellos, trato de acercarme al arte. Siempre trato de embellecer y exaltar a los actores. Cuando hago una película, no doy nada por sentado. Sin embargo, anhelo incesantemente que cada película sea lo más ardiente posible, tanto en sustancia como en forma".

### Actualidad
En 2018 Arbid dirigió el largometraje Simple Passion, protagonizada por las actrices Vicky Krieps, Elina Löwensohn y Danila Kazlovsky.

## Filmografía
- 1998 : Raddem (corto de ficcióm)
- 1999 : Le passeur (corto de ficción)
- 2000 : Seule avec la guerre (documental)
- 2002 : Étrangère (ficción)
- 2002 :  Aux frontières (documental)
- 2004 : In the Battlefields (largometraje)
- 2004 : Nous / Nihna
- 2004 : Conversation de Salon 1, 2 et 3
- 2007 : A Lost Man (largometraje)
- 2008 : This Smell of Sex
- 2009 : Conversation de salon 4, 5 et 6
- 2011 : Beirut Hotel (telefilme)[8]
- 2015 : Parisienne (largometraje)
- 2018 : Simple Passion (largometraje)[9]